# Lövsta landsfiskalsdistrikt
Lövsta landsfiskalsdistrikt var 1918-1951 ett landsfiskalsdistrikt i Uppsala län, bildat när Sveriges indelning i landsfiskalsdistrikt trädde i kraft den 1 januari 1918, enligt beslut den 7 september 1917. När Sveriges nya indelning i landsfiskalsdistrikt trädde i kraft den 1 januari 1952 (enligt kungörelsen 1 juni 1951) upphörde distriktet och dess område delades mellan landsfiskalsdistrikten Oland och Älvkarleby.
Landsfiskalsdistriktet låg under länsstyrelsen i Uppsala län.

## Ingående områden
När Sveriges nya indelning i landsfiskalsdistrikt trädde i kraft den 1 oktober 1941 (enligt kungörelsen den 28 juni 1941) tillfördes kommunerna Dannemora och Film från det upplösta Dannemora landsfiskalsdistrikt.

### Från 1918
Olands härad:
- Hållnäs landskommun
- Österlövsta landskommun

### Från 1 oktober 1941
Olands härad:
- Dannemora landskommun
- Films landskommun
- Hållnäs landskommun
- Österlövsta landskommun